# Bảy con quạ (phim, 1993)
Bảy con quạ (tiếng Séc: Sedmero krkavců) là một bộ phim thần tiên - cổ tích của đạo diễn Ludvík Ráža, ra mắt lần đầu năm 1993.

## Lịch sử
Truyện phim dựa theo câu chuyện cổ tích cùng tên của Anh em nhà Grimm, hoặc câu chuyện cổ tích cùng tên của Božena Němcová, truyện cổ tích Thiên nga hoang dã của Hans Christian Andersen.

## Diễn xuất
- Mária Podhradská: Bohdanka
- Michal Dlouhý: Prinz Vratislav
- Ivana Chýlková: Milada
- Boris Rösner: Tasso
- Martin Růžek: Sonne
- Zora Jandová:Wasser
- Daniel Rous:Wind
- Radoslav Brzobohatý: Vater
- Jana Hlaváčová: Mutter
- Petr Gazdík: Bruder Matej
- Marek Holý: Bruder Tonda
- Ivan Hora: Bruder Jura
- Lukáš Kantor: Bruder Jaroslav
- Jan Novák: Bruder Vasík
- Igor Ondříček: Bruder Kuba
- Filip Važanský,: Bruder Jan
- Monika Kobrová: Jolana/Johanna
- Helena Trýbová: Alte im Wald
- Libuše Billová: Hebamme
- Helena Billová:
- Jana Gazdíková:
- Marcela Dürrová:
- Jindra Delongová:
- Dagmar Tůmová:
- Magda Reifová:
- Alena Kreuzmannová:
- Hana Packertová:
- Michaela Černá:
- Jiřina Trojanová:
- Dagmar Chroustova:[2]